# 水無瀨車站
水無瀨站（日语：／ Minase eki */?），是一個位於大阪府三島郡島本町水無瀨一丁目，屬於阪急電鐵京都本線的鐵路車站。車站編號為HK-74。
在2008年3月15日西日本旅客鐵道（JR西日本）東海道本線（JR京都線）島本站開業前，是島本町唯一的鐵道車站。雖然JR京都線山崎站的一部分位於島本町，登記的地址（車站所在地）為京都府乙訓郡大山崎町。

## 歷史
開業時的站名為「櫻井之驛站」（桜井ノ駅駅），日文中第一個「駅」指的是宿驛（驛家），後者才是指車站。本站為離宿驛遺跡「櫻井驛跡」的最近車站。櫻井驛跡為楠木正成與楠木正行親子決別（櫻井之別）的舞台。
- 1939年（昭和14年）5月16日] - 隨著京阪電氣鐵道新京阪線的「上牧櫻井之驛站」改稱為上牧站，同日本站以櫻井之驛站（さくらいのえきえき）的名稱開業[2][3]。
- 1943年（昭和18年）10月1日 - 公司合併，成為京阪神急行電鐵（現在的阪急電鐵）的車站[2]。
- 1948年（昭和23年）1月1日 - 改稱為水無瀨站[2]。
- 1949年（昭和24年）12月1日 - 新京阪線改稱為京都本線[2]。
- 1963年（昭和38年）
  - 4月24日 - 由於高架化工程，借用了東海道新幹線的線路，設置臨時月台[2]。
  - 12月29日 - 高架線竣工[2]。
- 2013年（平成25年）12月21日 - 導入車站編號[2]。

## 車站構造
側式月台2面2線的高架車站。
由於與東海道新幹線相鄰，可以看到新幹線高速通過的樣子。

### 月台配置
| 月台 | 路線     | 方向 | 目的地                              |
| ---- | -------- | ---- | ----------------------------------- |
| 1    | 京都本線 | 上行 | 往 京都河原町、嵐山                 |
| 2    | 京都本線 | 下行 | 往 高槻市、淡路、大阪梅田、天下茶屋 |

## 使用狀況
2019年（令和元年）度特定日1日的上下車人次為10,887人。
2008年（平成20年）JR京都線島本站開業後，本站使用人次有減少的傾向。
| 年度   | 特定日     | 特定日   | 出典   |
| 年度   | 上下車人次 | 上車人次 | 出典   |
| ------ | ---------- | -------- | ------ |
| 1995年 | 16,642     | 8,289    | [ 4 ]  |
| 1996年 | 16,972     | 8,446    | [ 5 ]  |
| 1997年 | 18,296     | 9,589    | [ 6 ]  |
| 1998年 | 16,856     | 8,359    | [ 7 ]  |
| 1999年 | -          | -        |        |
| 2000年 | 16,659     | 8,447    | [ 8 ]  |
| 2001年 | 16,736     | 8,285    | [ 9 ]  |
| 2002年 | 16,392     | 8,257    | [ 10 ] |
| 2003年 | 15,838     | 7,980    | [ 11 ] |
| 2004年 | 15,671     | 7,673    | [ 12 ] |
| 2005年 | 16,414     | 8,059    | [ 13 ] |
| 2006年 | 16,109     | 7,898    | [ 14 ] |
| 2007年 | 16,204     | 8,067    | [ 15 ] |
| 2008年 | 12,325     | 6,076    | [ 16 ] |
| 2009年 | 11,315     | 5,543    | [ 17 ] |
| 2010年 | 10,959     | 5,359    | [ 18 ] |
| 2011年 | 10,809     | 5,338    | [ 19 ] |
| 2012年 | 10,979     | 5,305    | [ 20 ] |
| 2013年 | 10,995     | 5,370    | [ 21 ] |
| 2014年 | 10,746     | 5,194    | [ 22 ] |
| 2015年 | 10,530     | 5,137    | [ 23 ] |
| 2016年 | 10,230     | 4,995    | [ 24 ] |
| 2017年 | 10,373     | 5,101    | [ 25 ] |
| 2018年 | 10,166     | 4,888    | [ 26 ] |
| 2019年 | 10,887     | 5,440    | [ 27 ] |

## 車站周邊
- 水無瀨神宮 - 擁有大阪府唯一的名水百選之一的「離宮之水」。
- 櫻井驛跡
- 島本水無瀨郵局
- 日立金屬山崎製作所
- 島本町立第四小學校
- Minase Mall
- JR京都線島本站 - 約700公尺
- 島本町立歷史文化資料館
- 島本町役場
- 島本町立圖書館

### 公車路線
站前設有「阪急水無瀨站」，可搭乘阪急巴士。
| 月台 | 系統   | 目的地     | 主要行經地           | 備註       | 營運公司 |
| ---- | ------ | ---------- | -------------------- | ---------- | -------- |
| 1    | 40・51 | 若山台中心 | 島本町役場前         | 不經JR島本 | 阪急巴士 |
| 1    | 41・50 | 若山台中心 | JR島本・島本町役場前 |            | 阪急巴士 |
| 2    | 41・51 | 新山崎橋   |                      |            | 阪急巴士 |

## 相鄰車站
阪急電鐵
 京都本線
□快速特急A、■快速特急、■特急、■通勤特急、■快速急行、■快速
通過
■準急、■普通
上牧（HK-73）－水無瀨（HK-74）－大山崎（HK-75）

## 外部連結
- 水無瀨 - 阪急電鐵